# Юная мисс США 2008
Юная Мисс США 2008 (англ. Miss Teen USA 2008) — 26-й национальный конкурс красоты, проводился в Grand Ballroom, Atlantis Paradise Island, Нассау, Багамские Острова. Победительницей стала Стиви Перри, представительница штата Арканзас.

### Групповые фотографии

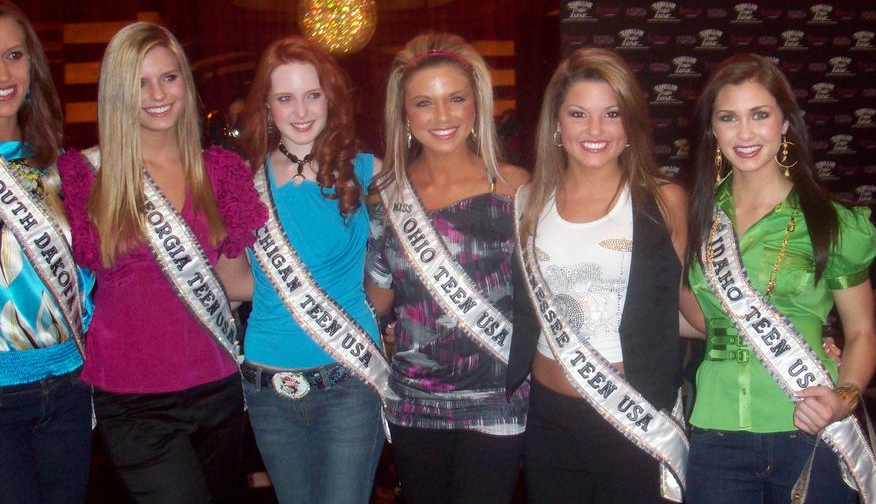
Участницы конкурса на мероприятии «Fashion Rocks the Universe», Лас-Вегас, штат Невада. До участия в конкурсе Мисс США 2008
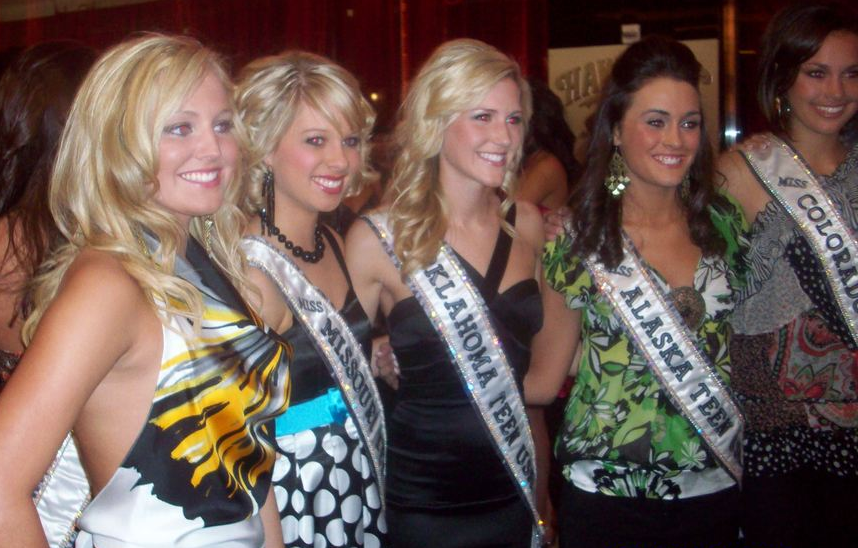
Участницы конкурса на мероприятии «Fashion Rocks the Universe»
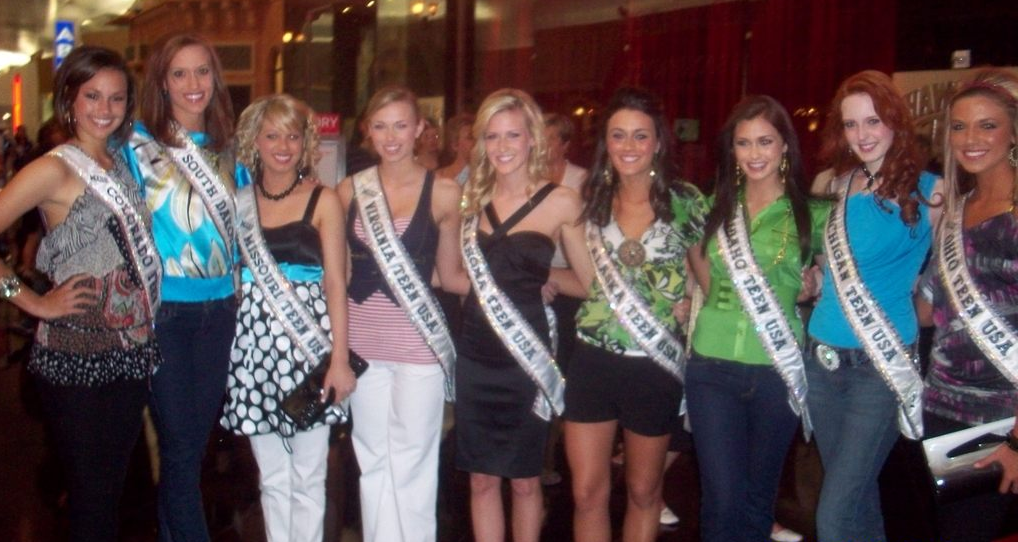
Участницы конкурса на мероприятии «Fashion Rocks the Universe»
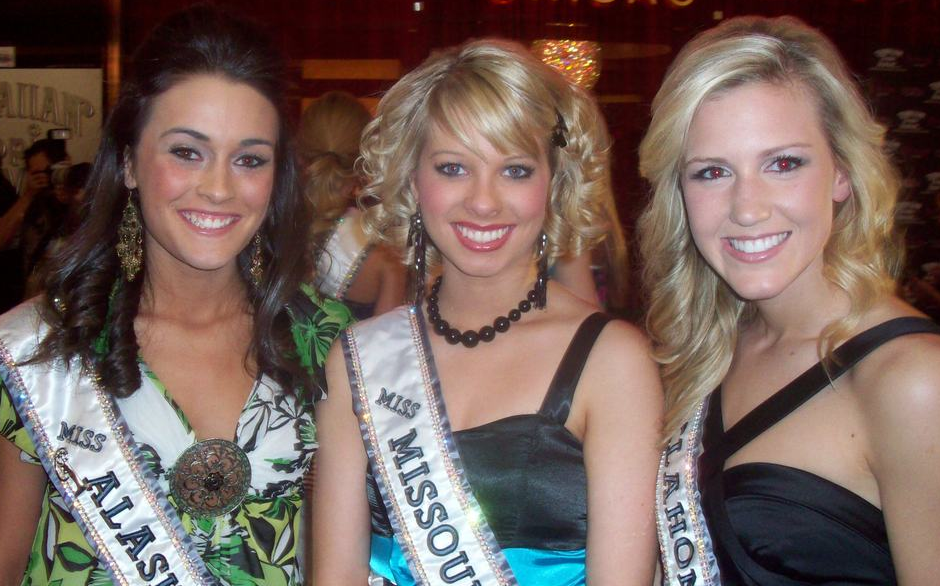
Участницы конкурса на мероприятии «Fashion Rocks the Universe»

### Участницы

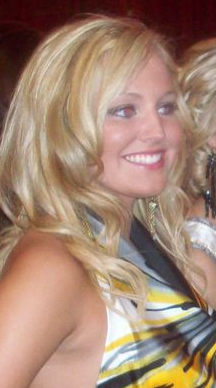
Кортни Паркер, Юная Мисс Алабама 2008
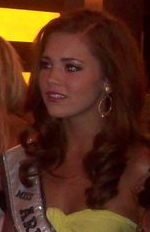
Эшли Стейнтон, Юная Мисс Аризона 2008
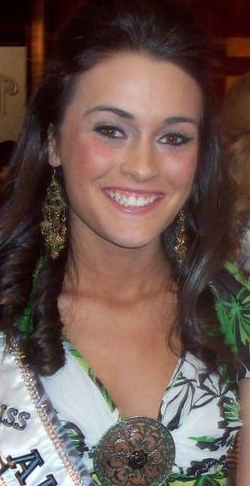
Виктория Рэй, Юная Мисс Аляска 2008
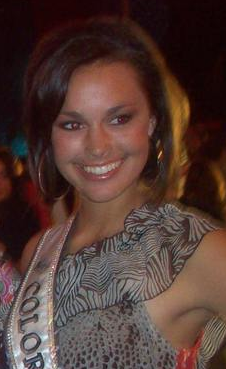
Даниэлла Скимека, Юная Мисс Колорадо 2008
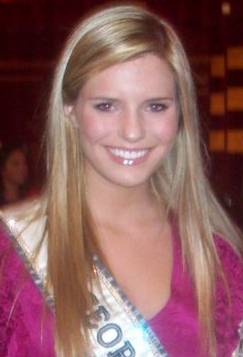
Шеннон Герагти, Юная Мисс Джорджия 2008
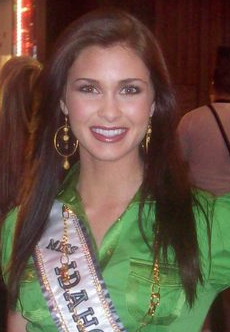
Шарис Пфайффер, Юная Мисс Айдахо 2008
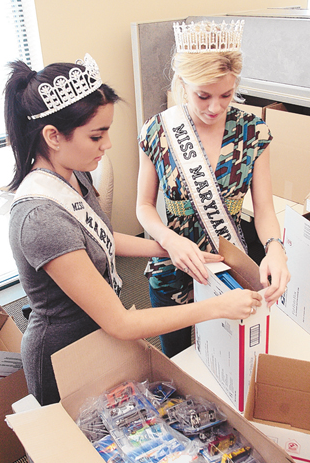
Ана Мария Лосон, Юная Мисс Мэриленд 2008 с Касандрой Тресслер, Мисс Мэриленд 2008
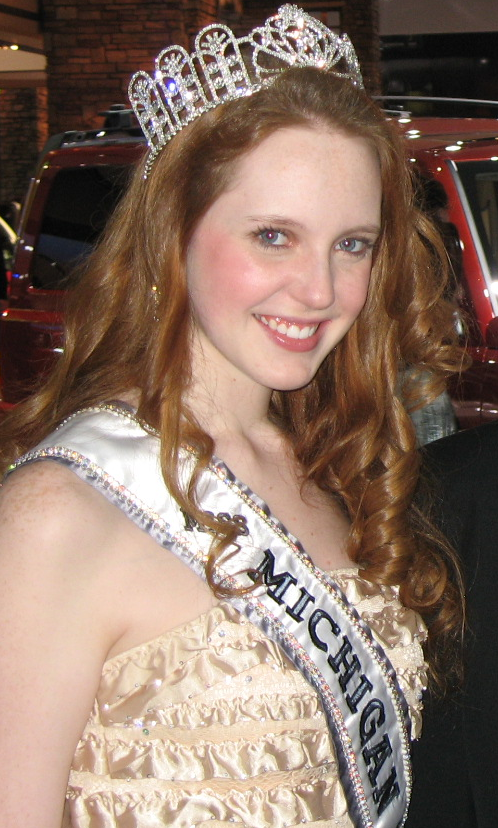
Элизабет Хоторн, Юная Мисс Мичиган 2008
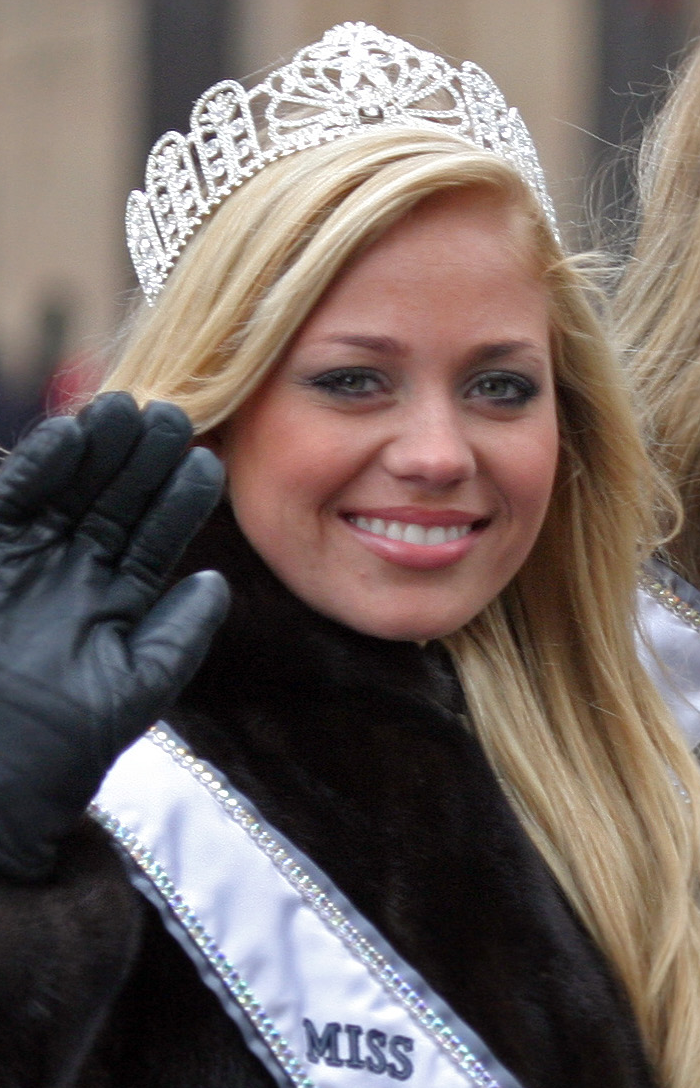
Сара Спрейберри, Юная Мисс Миннесота 2008
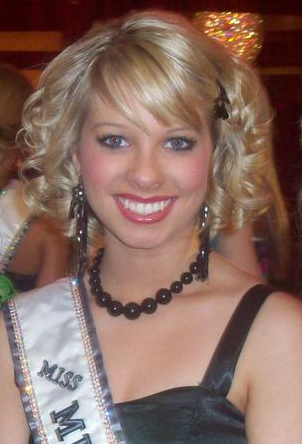
Джени Диксон, Юная Мисс Миссури 2008
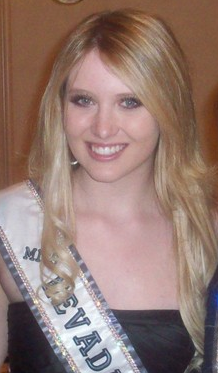
Лорен Хадман, Юная Мисс Невада 2008
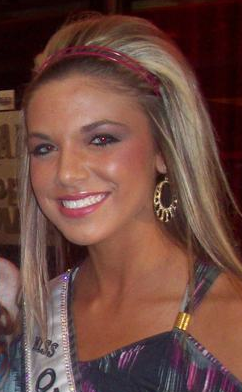
Челси Фолден, Юная Мисс Огайо 2008
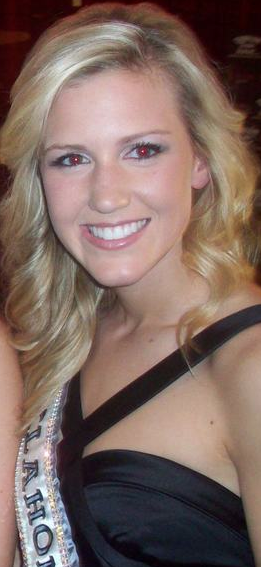
Тэйлор Гордон, Юная Мисс Оклахома 2008
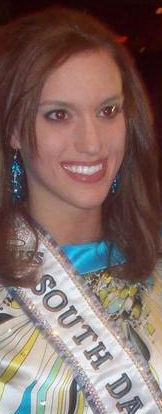
Элизабет Хоффман, Юная Мисс Южная Дакота 2008
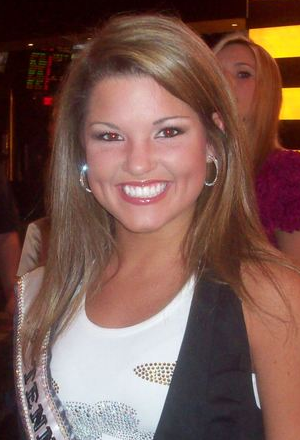
Натали Филлипс, Юная Мисс Теннесси 2008
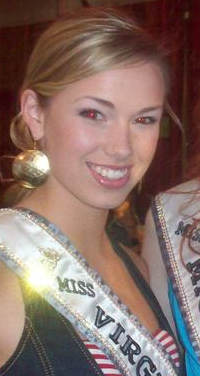
Меган Майрен, Юная Мисс Виргиния 2008

## Результат

### Места
| Итоговый результат | Участница |
| ------------------ | --- |
| Юная Мисс США 2008 | - Арканзас — Стиви Перри |
| 1-я Вице Мисс      | - Южная Каролина — Бриттани Пьетрай |
| 2-я Вице Мисс      | - Северная Каролина — Джулия Далтон |
| 3-я Вице Мисс      | - Луизиана — Линдси Эванс |
| 4-я Вице Мисс      | - Айдахо — Шарис Пфайфер |
| Топ 15             | - Алабама — Кортни Паркер - Аризона — Эшли Стейнтон - Калифорния — Тейлор Аткинс - Колорадо — Даниэль Скимека - Флорида — Джиллиан Вундерлих - Массачусетс — Каролин Ланни - Нью-Гэмпшир — Кортни Морган - Оклахома — Тейлор Гортон - Пенсильвания — Эллиот Гриффин - Виргиния — Меган Мирен |

### Специальные награды
| Награда              | Участница                       |
| -------------------- | ------------------------------- |
| Мисс Конгениальность | - Миссисипи — Элизабет Холломон |
| Мисс Фотогеничность  | - Нью-Йорк — Сана Иднани        |